# 무전극 램프
무전극 램프(electrodeless lamp)는 고주파 플라스마 방전 무전극 램프의 약칭이다. 무전극 램프는 광학,공률전자학,플라스마학,자성재료학등 영역에 종합적으로 응용하여 연구 개발된 고신기술 제품이다.또 한 조명기술 고광효, 장수명, 고현색성을 대표한 신형 광원이다. 무전극 램프는 제4대 조명제품에 속하고 또한 무전극, 무필라멘트, 무전극 기체 방전 형광등의 약칭이다. 절전등, 금로등, 고압 나트륨등 등 전통 광원과 비교하면 뚜렷한 우월성을 가지고 있다.

## 원리

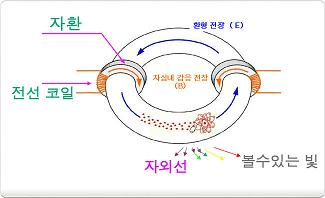
무전극 램프

자환외치식 무전극 램프는 안정기를 통하여 수출한 고주파 신호가 환형 자심(磁芯)의 코일으로 전송하여 자심(磁芯)내부로 하여금 폐합한 감응 자장(磁場)을 형성됨으로써,진일보 발광관 내부에 환형 전장(電場)을 형성하여 발광관을 자극해서 방전하며 빛을 낸다.즉:전자 접속의 원리로 삼아 무전극 방전 특성을 형성할 수 있다. 그러므로 감응 무전극 램프의 생긴 것이 가능하게 한다. 그리고 환형 감응 전장(電場)을 통하여 접속 형성한 플라스마(plasma) 반전의 기초를 두고 있어 HG원자 253.7nm방사선을 자극함으로써 현광분말을 자극하여 가시 광선을 방출하게 된다. 출처:상해홍원저명회사-고조원리

## 같이 보기
- 광원 목록